# Надеждовский сельский совет (Чаплинский район)
Надеждовский сельский совет (укр. Надеждівська сільська рада) — входит в состав
Чаплинского района
Херсонской области
Украины.
Административный центр сельского совета находится в 
с. Надеждовка
.

## История
- 1909 — дата образования.

## Населённые пункты совета
- с. Надеждовка